# 阿明 (俚语)
阿明（白話字：a-bêng，英語：Ah Beng）是一个新加坡俚语，用来形容某些年轻华裔男性，表现出染发、追求潮流的穿着打扮、受教育程度低等共同特征，相当于阿明的年轻女性称为“阿莲”（Ah Lian）。
典型的阿明被认为是没有受过高等教育、说话粗鲁及毫无分寸、参与私会党的年轻男性；与之，阿莲则被视为是浮夸、反智、肤浅、物质主义、低俗的年轻女性。

## 词源
“阿明”（Ah Beng）一词源自闽南语的发音，是新加坡本地华裔男性常用的名字，“阿成”（Ah Seng）一词与之同义；女性称之为“阿莲”（Ah Lian），是新加坡本地华裔女性常用的名字，同义词是“阿花”（Ah Huay），暗示他们共有的通俗性。马来西亚将他们称为“啦啦仔”和“啦啦妹”，相当于香港所称的“MK仔”和“MK妹”，或者台湾称为“台客”和“8+9”。

## 流行文化
典型的“阿明”角色曾出现在多部新加坡电影，包括：
- 《新兵小传（英语：Army Daze）》（1996）：描述五名不同背景的年轻男性在新加坡国民服役的生活，其中一个角色名叫阿明，并有一个名叫阿花的妹妹。
- 《錢不夠用》（1998）：描述三名典型低下阶层、教育程度不高的新加坡华人，面临财务困难的电影。
- 《15（英语：15 (film)）》（2003）：描述五个15岁男孩的生活，除了外表和亲密的友谊之外，他们疏远所有规律的社会关系，过着远离家人和学校的生活，在完全懒散的状态中度日、寻找经验，有时甚至在身体上留下纹身、穿孔和伤口。[2]
- 《S11》（2006）：描述三名低下阶层年轻男女的故事。[3]
- 《德士双雄（英语：Taxi! Taxi! (2013 film)）》（2013）：改编自蔡明杰（英语：Cai Mingjie）作品《德士司机的日记》（Diary of A Taxi Driver），描述一名“新加坡受过良好教育的出租车司机”。

葛米星在《鬼马家族》饰演的角色潘厝港（Phua Chu Kang）是阿明的典型形象，他的弟弟潘厝明（Phua Chu Beng），昵称为“阿明”，却是一位受过高等教育的建筑师。

## 用例
在新加坡导演陈子谦执导的2003年电影《15》中，其收錄的福建話「三六九」饒舌裡，就有用「阿明」「阿成」來指代參與私會黨的華裔青少年。
| 福建話歌詞（漢字和白話字）                                                                   | 意思                                   | 注釋                           |
| -------------------------------------------------------------------------------------------- | -------------------------------------- | ------------------------------ |
| 咬支羅咯，喔喔，阿明阿成拍袂倒。 kā ki lo-kok, oh-oh, a-bêng a-sêng phah bōe-tó͘.             | 叼一支香菸，喔喔，阿明阿成打不倒。     | 羅咯：源自馬來語 rokok「香菸」 |
| 袂爽來，試看覓，阿明阿成徛在在。 bōe-sóng lâi, chhì khòaⁿ-māi, a-bêng a-sêng khiā chāi-chāi. | 不爽就來，試試看，阿明阿成站直(等你)。 |                                |

## 脚注
1. ↑  Beng Huat Chua (2003) Life is not complete without shopping for bimbo products: consumption culture in Singapore, Singapore University Press
2. ↑  Official website at Zhao Wei Films 的存檔，存档日期August 28, 2008，.
3. ↑  Tan Dawn Wei, "Ah Beng Rulz Liao", The Straits Times (2 August 2006).
4. ↑  Mak Mun San, "I'm a Paid Extrovert", The Straits Times (28 August 2006).
5. ↑  Royston Tan, Tan Fong Cheng, Eric Khoo. . 網際網路檔案館: 07:00. 2003-04-27 （中文）.
6. ↑  . 《新明日报》. 2003-10-11  [2024-08-30]. （原始内容存档于2024-08-30） （中文）.